# زی سرجیو
خوسه سرجیو پرستی (به پرتغالی: José Sérgio Presti) معروف به زی سرجیو (به پرتغالی: Zé Sérgio) مهاجم اهل برزیل است که در شهر سائوپائولو و در تاریخ ۸ مارس ۱۹۵۷ به دنیا آمده‌است.